# Mannete Ramaili
Mannete Ramaili est une diplomate et femme politique du Royaume du Lesotho.

## Biographie

### Jeunesse
Mannete Ramaili naît au Lesotho et s'engage ouvertement en faveur des droits des femmes dès 1987. Tôt dans sa carrière, elle est impliquée dans l'International Planned Parenthood Federation.

### Carrière politique
En 2005, Mannete Ramaili est nommée ambassadrice du Royaume du Lesotho auprès de la République d’Irlande. Elle reste ambassadrice du Lesotho jusqu'en 2009. Durant son séjour en Irlande, elle contribue à la création de l'ONG irlandaise "Action Lesotho" qui travaille à Maputsoe. Au cours de son mandat, elle visite des régions à travers l'Irlande avec Son Excellence M.Paddy Fay pour sensibiliser aux problèmes qui affectent la population du Lesotho. Des problèmes tels que le VIH et les mutilations génitales féminines.
En 2010, Mannete Ramaili est nommée ministre du Tourisme, de la Culture et de l'Environnement, suite au limogeage du gouvernement de Lebohang Ntsinyi (en) par le Premier ministre Pakalitha Mosisili. En avril 2011, Ramaili est l'une des sept femmes ministres du Cabinet, aux côtés de: Mamphono Khaketla, Maphoka Motoboli (en), Mathabiso Lepono, Mphu Keneileo Ramatlapeng (en), Mpeo Mahase-Moiloa et Pontso Suzan Matumelo Sekatle (en). Elle mène des mesures visant à réduire la consommation d’alcool au Lesotho.
En partenariat avec le gouvernement chinois, Mannete Ramaili joue un rôle déterminant dans la mise en place d’un programme de formation en céramique au Lesotho en 2012. La même année, elle s’exprime au Lesotho en faveur d’une couverture médiatique plus juste et plus transparente des élections.
En 2012, elle prend la parole lors de l'événement "Les femmes dans le développement" organisé par les Nations unies. Mannete Ramaili y parle de la nécessité d'une législation plus stricte contre la violence domestique, mais souligne également que le Lesotho esit classé neuvième sur 135 pays dans l'indice d'écart entre les sexes du Forum économique mondial, devant le Royaume-Uni, les États-Unis et la France.
Mannete Ramaili est l’une des principales femmes entrepreneures du Lesotho et s’exprime sur l’importance de l’autonomisation économique des femmes au Lesotho. Elle est membre du conseil d'administration de la Standard Lesotho Bank.

## Récompenses
- Prix de la Journée de l'Afrique (Irlande)[16]